# 少年少女世界ノンフィクション全集
少年少女世界ノンフィクション全集（しょうねんしょうじょせかいノンフィクションぜんしゅう）は、あかね書房より1960年から1961年にかけて刊行されたノンフィクション文学の叢書。全12巻。

## 一覧
- 『少年少女世界ノンフィクション全集01』（白木茂訳）
「ピラミッドの秘密」（ハワード・カーター）
「地底にねむるトロイアの都」（ハインリッヒ・シュリーマン）
- 『少年少女世界ノンフィクション全集02』（八杉龍一訳）
「ビーグル号航海記」（チャールズ・ダーウィン）
「南海の自然」（ルー・ウォーレス）
- 『少年少女世界ノンフィクション全集03』（池田宣政訳）
「コンチキ号漂流記」（トール・ハイエルダール）
「太平洋日本人漂流記」（池田寛親）
- 『少年少女世界ノンフィクション全集04』（白柳美彦訳）
「中央アジア探検記」（スウェン・ヘディン）
「東方見聞記」（マルコ・ポーロ）
- 『少年少女世界ノンフィクション全集05』（塩谷太郎訳）
「アフリカ探検記」（デイヴィッド・リビングストン）
「リビングストン発見の旅」（ヘンリー・モートン・スタンリー）
- 『少年少女世界ノンフィクション全集06』（伊藤富造訳）
「なぞのインカ帝国」（B・フロルノワ(Bertrand Flornoy)）
「アマゾン探検」（ウイリアム・マクガバン(William Montgomery McGovern)）
- 『少年少女世界ノンフィクション全集07』（矢代堅二訳）
「なぞのアンコール・ワット」（R・J・ケーシー(Robert Joseph Casey)）
「マヤ文明の秘密」（ジョン・ロイド・スティーブンズ）
- 『少年少女世界ノンフィクション全集08』（白木茂訳）
「マゼランの世界一周」（シュテファン・ツヴァイク）
「キャプテン・クックの大航海」（ジェイムズ・クック）
- 『少年少女世界ノンフィクション全集09』（庄司浅水訳）
「スエズ運河とパナマ運河」（アンドレ・シーグフリード(Andre Siegfried)）
- 『少年少女世界ノンフィクション全集10』（安川茂雄訳）
「アルプス登頂記」（エドワード・ウィムパー）
「ナンガ・パルバート征服」（ヘリマン・ブール）
- 『少年少女世界ノンフィクション全集11』（清水暉吉訳）
「日本遠征記」（マシュー・ペルリ）
「アメリカ見聞記」（村垣淡路守(村垣淡叟)）
- 『少年少女世界ノンフィクション全集12』（中村浩訳）
「微生物のかりゅうど」（ポール・ド＝クライフ(Paul Henry De Kruif)）
「原子力をつくった人たち」（W・L・ローレンス）